# Katia Loritz
Margrith Anna Loritz, coneguda artísticament com a Katia Loritz (Arbon, 4 de novembre de 1932-Madrid, 16 d'agost de 2015) va ser una actriu suïssa-alemanya establerta a Espanya.

## Biografia
Després de cursar estudis primaris a la seva ciutat natal, s'instal·la a Múnic, on estudia idiomes i Art Dramàtic, i més tard a Roma, on va realitzar cursos de Belles Arts. En 1955 va debutar al cinema italià en la pel·lícula I bambini ci amano, del director Enzo Della Santa.
Arriba a Espanya a mitjans dels anys cinquanta, on va participar en la coproducció hispano-italiana Manos sucias (1955), de José Antonio de la Loma.
El seu següent film, Las chicas de la Cruz Roja (1958), de Rafael J. Salvia, va aconseguir un gran èxit de taquilla i Katia va guanyar una gran popularitat. A continuació va rodar, entre d'altres, El día de los enamorados (1959), de Fernando Palacios; El Litri y su sombra (1960), de Rafael Gil; Amor bajo cero (1960), de Ricard Blasco; Atraco a las tres (1962), de José María Forqué; o Tú y yo somos tres (1964), de Rafael Gil.
En 1965, després de rodar El rostro del asesino, de Pedro Lazaga, va decidir apartar-se de les càmeres i dedicar-se als espectacles i la revista musicals. Fins que el 1984 Pedro Almodóvar la va recuperar per interpretar un petit paper en ¿Qué he hecho yo para merecer esto?.
Malgrat que la seva trajectòria cinematogràfica no va ser gaire extensa, Katia va tenir una certa rellevància al cinema espanyol de finals dels 50 i principis dels 60. En part a causa del seu físic, però sobretot al fet que va saber alternar papers de dones fatals amb interpretacions desimboltes en algunes de les comèdies més taquilleres de l'època.
Es va casar el 1966 amb l'industrial i empresari malagueny Jorge Pedro Pérez del Pulgar, amb qui va tenir una filla, Patricia.
Els últims anys de la seva vida els va dedicar a la pintura abstracta. Va morir en Madrid, en 2015, víctima d'un càncer de pulmó.

## Filmografia
- I bambini ci amano (1955), d'Enzo Della Santa.
- Honey degli uomini perduti (1956), d'Enzo Della Santa.
- Manos sucias (1957), de José Antonio de la Loma.
- Las chicas de la Cruz Roja (1958), de Rafael J. Salvia.
- Pescando millones (1959), de Manuel Mur Oti.
- El día de los enamorados (1959), de Fernando Palacios.
- El Litri y su sombra (1960), de Rafael Gil.
- Vida sin risas (1960), de Rafael J. Salvia.
- Amor bajo cero (1960), de Ricard Blasco.
- El príncipe encadenado (1960), de Lluís Lúcia.
- Mi calle (1960), d'Edgar Neville.
- Canción de cuna (1961), de José María Elorrieta.
- Melodías de hoy (1962), de José María Elorrieta.
- Tú y yo somos tres (1962), de Rafael Gil.
- A hierro muere (1962), de Manuel Mur Oti.
- Atraco a las tres (1962), de José María Forqué.
- Trampa mortal (1963), d'Antonio Santillán.
- Rueda de sospechosos (1964), de Ramón Fernández Álvarez.
- Donde tú estés (1964), de Germán Lorente.
- Suena el clarín (1965), de José Hernández Gan.
- Oeste Nevada Joe (1965), d'Ignacio F. Iquino.
- El rostro del asesino (1967), de Pedro Lazaga.
- ¿Qué he hecho yo para merecer esto? (1984), de Pedro Almodóvar.